# Коэн, Хаим Герман
Хаим Герман Коэн (ивр. חיים הרמן כהן‎, англ. Haim Herman Cohn; 11 марта 1911, Любек, Германская империя — 10 апреля 2002, Иерусалим, Израиль) — израильский юрист и политик.

## Биография
Родился в религиозной семье Зеэва Германа и Мириам Лавит-Карлибах. С 1914 по 1919 годы его образованием занимался дед, раввин Любека рав Шломо Карлибах. В 1920—1929 гг. учился в Гамбурге: сначала изучал Тору в еврейской школе, затем учился в реальной гимназии им. Генриха Герца. В 1930 году Коэн начал учиться в Мюнхенском университете, был председателем гамбургского отделения международной организации Агудат Исраэль, но в том же году репатриировался в подмандатную Палестину.
Проходил обучение в йешиве Мерказ ха-Рав, позже был хаззаном в иерусалимском районе Меа Шеарим. В 1932 году он вернулся в Германию для изучения права во франкфуртском университете, а в 1933 году он приехал в Палестину со степенью доктора права. С 1933 по 1937 годы Коэн практиковался как адвокат у доктора Мордехая Боксбойма в Иерусалиме, а затем был сертифицирован как адвокат, и годом позже он открыл свой офис в Иерусалиме.

## После образования государства Израиль
В 1947-1948 годах работал в юридическом отделе Еврейского агентства.
После образования государства Израиль в 1948 году был назначен начальником законодательного департамента Министерства юстиции, а затем — Государственным прокурором. В 1949 году был назначен генеральным директором Министерства юстиции, а в 1950-м году — юридическим советником правительства.
Как генеральный прокурор принял решение предъявить обвинение М. Грюнвальду, начав тем самым процесс Р. Кастнера.
В 1952 году Коэн был назначен Министром юстиции, не будучи депутатом Кнессета. В 1960 году он был избран членом Верховного суда Израиля (БАГАЦ), и оставался в этой должности до ухода на пенсию в 1981 году.
Также вёл преподавательскую деятельность в качестве приглашённого профессора на юридических факультетах Тель-Авивского университета (1956—1969 гг.) и Еврейского университета Иерусалима (1954-1976 годы). Он был представителем Израиля в Совете ООН по правам человека в 1955—1957 годах и в 1965—1967 годах и членом Международного суда ООН в Гааге в 1962—1989 годах. 

## Участие в профессиональных и общественных объединениях
Судья Коэн участвовал в создании и работе многих профессиональных и общественных организаций:
- Один из основателей Международной ассоциации еврейских адвокатов и юристов[англ.] и её президент в 1971—1988 годах.
- Президент Ассоциации в защиту гражданских прав в Израиле[ивр.] в 1982—1988 годах.
- В 1955—1985 годах президент Ассоциации еврейского права (Jewish Law Association).
- Член правления Международной ассоциации уголовного права[англ.].
- Член Международной комиссии юристов в Женеве.
- Член Международного института прав человека[англ.] в Страсбурге.
- Председатель правления Центра имени Залмана Шазара[ивр.].

## Публикации

### Книги

Книга Хаима Коэна «Право»

Коэном написано несколько книг, включая «The Trial and Death of Jesus» (1968), в которой он привёл аргументы того, что именно Римская империя, а не Синедрион, отвечают за осуждение и казнь Иисуса Христа. Ниже приводится список книг:
- Cohn, Haim. The Trial and Death of Jesus. — Ktav Pub Inc, 1980. — ISBN 0870684329.
- Cohn, Haim Hermann; S. Giora Shoham. Of Law and Man: Essays in Honor of Haim H. Cohn : Under the Auspices of the (англ.). — Sabra Books, 1971. — P. 387. — ISBN 0876310447.
- Хаим Коэн. Права человека в Танахе и Талмуде (ивр.). — Израиль: Издательство министерства обороны, 1988. — (Радиоуниверситет). — ISBN 965-05-0356-0.
- Хаим Коэн, судья Верховного суда. Беседы с Михаэлем Шашаром. (ивр.). — Израиль: Издательство Кетер, 1989.
- Хаим Коэн. Справедливость в праве (ивр.). — Израиль: Издательство министерства обороны, 1992. — (Радиоуниверситет). — ISBN 965-05-0666-7.
- Хаим Коэн. Право (ивр.). — 2-е изд. — Израиль: Издательство Институт Бялика, 1996. — ISBN 965-342-567-6.
- Хаим Коэн. Иисус — суд и распятие. — Иерусалим: Иерусалимский издательский центр, 1997. — ISBN 965-7016-22-3.
- Хаим Коэн. О себе — автобиография (ивр.) / предисловие Ицхака Замира. — Израиль: Издательство Кинерет, Змора-Бейтан, Двир, 2005.
- Хаим Коэн. Быть евреем (ивр.) / предисловие и редакция Рут Габизон. — Израиль: Издательство Кинерет, Змора-Бейтан, Двир, 2006.
- Хаим Коэн. Религия и право (ивр.) / предисловие и редакция Даниэля Фридмана. — Израиль: Издательство Кинерет, Змора-Бейтан, Двир, 2009.

### Статьи
Хаим Коэн опубликовал около 300 статей на иврите, английском, немецком и других языках. Список публикаций приводится в книге «О себе — автобиография» на стр. 448—465.

## Награды, признание
В 1980 году Коэн был награждён Государственной премией Израиля за достижения в области права.
Он также являлся почётным доктором нескольких университетов США, включая Джорджтаунский университет.
После смерти Хаима Коэна в 2002 году, председатель Верховного суда Аарон Барак назвал его одним из создателей израильского права.